# (35396) 1997 XF11
1997 XF11 (asteroide 35396) é um APL. Possui uma excentricidade de 0.48387108 e uma inclinação de 4.09789º.
Este asteroide foi descoberto no dia 6 de dezembro de 1997 por Spacewatch em Kitt Peak.